# Microsoft Train Simulator
Microsoft Train Simulator – komputerowa gra symulacyjna wyprodukowana przez Kuju Entertainment i wydana przez Microsoft Studios 30 maja 2001 na platformie Microsoft Windows. Gracz wciela się w rolę maszynisty pociągu. Zaletą symulatora jest realistyczne przedstawienie krajobrazów.